# Kwahu South
Kwahu South jest dystryktem w Regionie Wschodnim Ghany, zajmuje powierzchnię 1,876 km², populacja wynosi 217.485 (2000), stolicą dystryktu jest Mpraeso.